# Csepelyi Rudolf
Csepelyi Rudolf (Kőröshegy, 1920. július 25. – Melbourne, 2000. július 21.) író, költő, újságíró.

## Élete
Gyermekkorát Kőröshegyen töltötte, majd a budapesti Széchenyi István reálgimnáziumban érettségizett. Ezután beirattkozott a jogi egyetemre, közben egy fővárosi hivatalban dolgozott.
1939-ben 19 évesen hazafias okokból önként korengedménnyel bevonult katonának, a tisztiiskola elvégzése után a keleti fronton szolgált. Példaképének nagyapját tartotta, aki az első világháborúban kitüntette magát és ezért vitézségi érdemérmet kapott.
Már fiatal korában elkezdte az írást, de a második világháború félbeszakította az írói munkásságát és az egyetemi tanulmányait is. Túlélte a doni katasztrófát, majd amerikai fogságba került, végül Insbruckból 1949-ben kivándorolt Ausztráliába, ahol munkaszerződéssel dolgozott egy gumigyárban. Ezután Melbourne-ben élt, és állami tisztviselőkén dolgozott nyugdíjba vonulásáig. Az ausztráliai magyar közösségben is tevékenykedett, annak aktív résztvevője volt. Ausztráliában élő magyaroknak irodalmi kört szervezett, irodalmi műsorokat állított össze, és folytatta írói pályáját.
1950–1952 között  szerkesztette és kiadja a Magyar Harangok című magyar nyelvű, kézzel sokszorosított, ausztráliai lapot. 1960–1962 között feleségével együtt gondozta és szerkesztette a Magyar Szó című hetilapot. Tíz éven át az SBS Rádió Melbournei adásának irodalmi közreműködője volt. Az ausztráliai Magyar Élet hetilap rendszeres munkatársaként működött.
Az ausztráliai magyar színjátszás megszervezésében is aktívan részt vett. 1951-ben megalapította a Madách Irodalmi Kört. 1953-ban rendezésében bemutatták Az ember tragédiáját. 1959-ben Magyar Kabaré Revűszínház is működött Ausztráliában. A hetvenes évek elején alakult a Melbourne-i Magyar Színház. 1951-ben az ausztráliai magyarok másik központjában, Sydneyben; Thália néven alakult az első hivatásos magyar társulat, angol nevén Blue Danube Theatre Corporation.
A költő álma címmel a Duna Televízióban Dudás László rendezésében 60 perces életrajzi filmet mutattak be róla 2007. január 26-án.

## Művei
- Szüret (Botond Istvánnal és Novák Máriával), Melbourne, 1972.
- Világmadár Adelaide, 1983.
- Lassított tűzijáték. Válogatott prózai írások, Melbourne-Sydney, 1990.
- Fényben, magányban, mélyben Lakitelek, 1993.